# Estação Walmart
Estação Walmart é uma estação de trem localizado no Rio de Janeiro entre as estações Del Castilho e Pilares do Ramal de Belford Roxo. A estação foi deu início as obras no ano de 2000, finalizando em 2002, entre a parceria da SuperVia e Walmart, mas nunca foi inaugurada. Atualmente a estação encontrada e sua estrutura com várias pichações e com diversas pichações.
A estação foi construída muito próximo do local onde ficava a estação Monhangaba, demolida muitos anos antes.
Em 2015, o jornal brasileiro "Extra" fez uma reportagem sobre a estação, onde mostra detalhes sobre o abandono. Contudo em outra reportagem do mesmo jornal, sobre a Estação Jacarezinho, o secretário estadual de transporte Carlos Osorio (2015 - 2016) afirmou que a estação Walmart não estava totalmente pronta pois faltou investir em sinalização e construir saída para a Linha Amarela.